# Margaret Wycherly

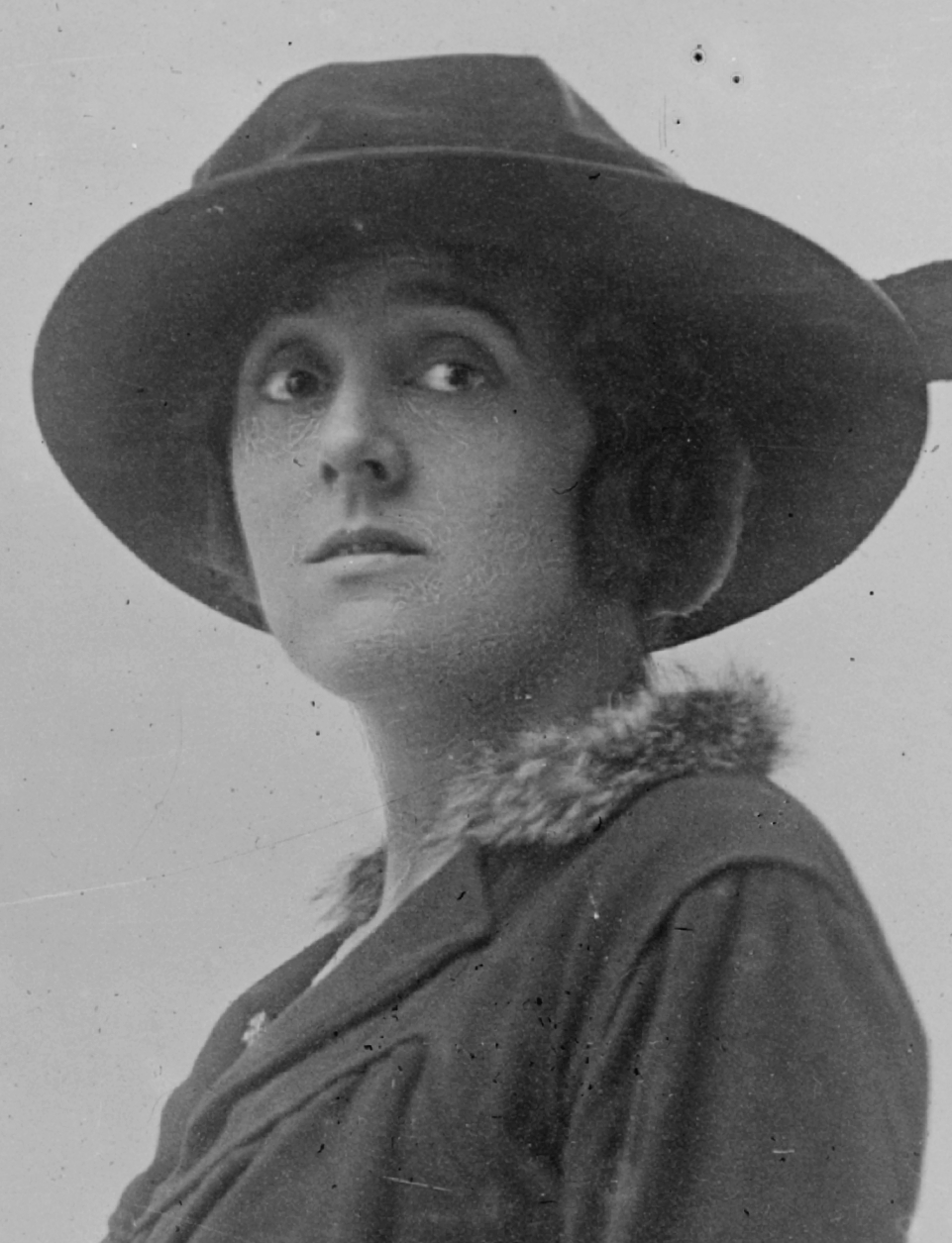
Margaret Wycherly

Margaret Wycherly (* 26. Oktober 1881 in London, England; † 6. Juni 1956 in New York City, New York, USA) war eine britische Schauspielerin.

## Leben
Margaret Wycherly, war eigentlich vorrangig Theaterschauspielerin, trat jedoch vereinzelt in Stummfilmen auf, erstmals bereits 34-jährig in The Fight von 1915. Sie wurde nach Ausflügen zum Broadway, wie in den von der Kritik gefeierten Auftritten in Tobacco Road und The Thirteenth Chair, schließlich zum Tonfilmstar durch insbesondere zwei Rollen, in denen sie jeweils im Film die Mutter von zwei Hollywoodlegenden spielte.
In Sergeant York verkörperte sie 1941 die Mutter von Gary Cooper. Dies brachte ihr sogleich eine Nominierung für den Oscar ein. Einen noch nachhaltigeren Eindruck hinterließ sie beim Publikum jedoch als Mutter von James Cagney im Film Sprung in den Tod (White Heat) von 1949. Hier spielte sie in eindrucksvoller Weise einen Typus, der zu dieser Zeit in Hollywood eher selten anzutreffen war, eine Übermutter, die offenkundig nicht unschuldig an den psychopathischen Zügen ihres Sohnes war. Wycherly verkörperte eine Frau, die nicht, wie so oft in dieser Zeit, ein gutes und eher passives Korrektiv für den Protagonisten bedeutete oder als bloße „femme fatale“ Mittel zum Zweck war, um den Protagonisten auf eher passivem Weg in einen Strudel des Abgrunds zu manövrieren, sondern eine im Verbrechermilieu stehende, gerissene, resolute und übermächtige Frau, die maßgeblichen Einfluss auf die Psyche ihres Sohnes ausübt und ihn letztendlich für ihre Zwecke manipuliert, wenn auch aus Motiven unreflektierter Liebe zu ihm.
Margaret Wycherley heiratete 1901 Bayard Veiller, zusammen hatten sie einen Sohn, Anthony. Sie starb 1956 im Alter von 74 Jahren in New York City.

## Filmografie
- 1915: The Fight
- 1929: The Thirteenth Chair
- 1934: Midnight
- 1940: Victory
- 1941: Sergeant York
- 1942: Crossroads
- 1942: Gefundene Jahre (Random Harvest)
- 1942: Die ganze Wahrheit (Keeper of the Flame)
- 1943: Assignment in Brittany
- 1943: The Moon Is Down
- 1943: Auch Henker sterben (Hangmen Also Die!)
- 1944: Experiment in Terror (Experiment Perilous)
- 1945: Johnny Angel
- 1946: Die Wildnis ruft (The Yearling)
- 1947: Something in the Wind
- 1947: Amber, die große Kurtisane (Forever Amber)
- 1948: Liebesnächte in Sevilla (The Loves of Carmen)
- 1949: Sprung in den Tod (White Heat)
- 1951: Der Mann in Schwarz (The Man with a Cloak)
- 1953: Aquel hombre de Tánger
- 1953: Gefährtin seines Lebens (The President’s Lady)